# Danis' fulvetta
Danis' Fulvetta (Fulvetta danisi synoniem: Alcippe danisi) is een zangvogel uit de familie Paradoxornithidae (diksnavelmezen). Genoemd naar Marie Ange Vincent Danis (1915-1943), een Franse ornitholoog, gesneuveld in Tunesie.

## Verspreiding en leefgebied
Deze soort komt voor in Laos en Vietnam en telt twee ondersoorten:
- F. d. danisi: noordoostelijk en oostelijk-centraal Laos.
- F. d. bidoupensis: zuidoostelijk Laos en centraal Vietnam.

## Status
De grootte van de populatie is niet gekwantificeerd maar de soort wordt omschreven als plaatselijk algemeen. Op de Rode lijst van de IUCN heeft deze soort de status niet bedreigd.